# Erde X (Marvel)
Erde X (im englischsprachigen Original Earth X) ist der Name eines zunächst dreiteiligen Comic-Epos, welches von Marvel Comics verlegt wurde, in Deutschland beim Panini Verlag erschien und sich die Einzelteile Erde X, Universum X und Paradies X aufsplittet. Das ab dem Jahr 1997 erschienene Werk basiert auf Zeichnungen von Alex Ross und John Paul Leon für das Marvel-Universum, der Text wurde von Jim Krueger verfasst.

## Inhalt
Bekannte Charaktere die in diesem Werk auftauchen sind unter anderem die Fantastischen Vier, Hulk und Captain America. Diese Vielzahl an bekannten Figuren führte auch zu einem besonders großen Erfolg in den Vereinigten Staaten. Die gesamte Handlung findet in einer Zukunft statt, in der die sogenannte Seuche X allen Menschen Mutantenkräfte verleiht. Im Allgemeinen wird die Zukunft bekannter Comichelden, sowie die Frage nach dem Tod von Superhelden, die Vorgeschichte Uatus und die Frage nach der Möglichkeit einer Mutation von Menschen thematisiert.

### Erster Teil (Erde X)
Aaron Stack (Machine Man) wacht auf und erhält von Uatu den Befehl ab jetzt sein Auge darzustellen, weil er, der Beobachter der Menschheit, erblindete. Nun sieht Aaron Stacks die Geschichte der Menschheit aus den Aufzeichnungen Uatus, hier ist auch die erste größere Ansammlung von bekannten Helden anzutreffen, allerdings sind sie nicht die Protagonisten dieses Prologs, sondern lediglich Figuren in der Entwicklung der Weltgeschichte. Neben dieser Geschichte innerhalb der Entwicklung der Welt etabliert sich ein zweiter Handlungsstrang auf einer universalen Ebene.
Im Laufe der Serie stellt sich heraus, dass alle irdischen Superhelden ihre Kräfte durch die Manipulation der Urmenschen durch die Celestials erhielten. Celestials sind götterähnliche Wesen, die zu Fortpflanzung Planeten benötigen. So schlummert auch in der Erde ein Embryo der Celestials. Die mutierte Menschheit sollte ohne ihr Wissen als "Antikörper" der Welt diesen Embryo vor Gefahren schützen. Am Ende der Serie wird der Embryo durch Galactus dem Todfeind der Celestials vernichtet. Er wurde durch Reed Richards von den Fantastischen Vier herbeigerufen.

### Zweiter Teil (Universum X)
Mit der Vernichtung des Embryos im Erdinneren kippt das Weltklima. Ein Konflikt zwischen Menschen und an der Seuche X mutierten Menschen beginnt. Währenddessen ist Mar-Vell als Kind wieder geboren worden und macht sich daran, mit Hilfe von Captain America mächtige Objekte auf der Erde einzusammeln, um damit den "Tod" zu besiegen. Am Ende der Serie wird der Tod besiegt, so dass von nun an keine Menschen mehr sterben. Mar-Vell beginnt mit dem Aufbau eines Paradieses.
In einem anderen Handlungsstrang wird der Absorbing Man wieder zusammengesetzt und verwüstet New York. Doch am Ende wird er überzeugt sich zu opfern, um damit die Welt wieder ins Lot zu bringen.
Es stellt sich heraus, dass die Celestials viele Welten manipuliert hatten und dass diese Manipulationen so weit gingen, dass die Mutanten zu Formwandlern wurden. Auf dieser Stufe der Mutationen wurden die Wesen durch die Gedanken und Geschichten anderer geformt. So sind der Teufel Mephisto und die Asen auch nur geformte Wesen. So wurde der Teufel erst durch den Aberglauben der Menschen zum Teufel und die Asen wurden durch Odin, der in Wirklichkeit ein Mensch war, geformt.

### Dritter Teil (Paradies X)
Nach dem Sieg über Death kommt es zu einem großen Problem: Auf der Erde kann niemand mehr sterben und viele, viele Bewohner müssen unendliche Qualen leiden. Die Helden der Erde vereinigen sich um Mar-Vells Pläne für die Welt in Frage zu stellen.

## Erscheinungsweise auf Deutsch
Die Erde-X-Saga erschien in Deutschland bei Marvel Deutschland (Panini Verlag).
Erde X erschien in acht Bänden, die von 0 bis 7 nummeriert waren. Zusätzlich dazu kam auch ein Steckbook mit Skizzen und Entwürfen raus. Erde X erschien von Februar bis September 2000. Im August 2001 erschien die Serie als Sammelband innerhalb der Reihe Marvel Exclusiv Special.
Universum X erschien ebenfalls in acht Bänden (0–7). Es erschienen dann noch fünf Spezialausgaben, die die Schicksale einzelner Helden zum Thema hatten. Universum X erschien von April bis November 2001. Mit Universum X Omnibus kam im Oktober eine Sonderausgabe zur Comicmesse Comic Action 2001 heraus.
Paradies X kam in zwei Sammelbänden raus. Der Erste erschien im September 2003 und der zweite im Januar 2004.

## Weblink
- Erfahrungsbericht über Erde X auf ciao.de